# Gonzalo Pérez de Vargas
Gonzalo Pérez de Vargas (født 10. januar 1991 i Toledo) er en spansk håndboldspiller, som spiller for FC Barcelona Handbol og Spaniens håndboldlandshold.
Bortset fra udlån har han spillet hele seniorkarrieren i FC Barcelona.